# Pterocactus
Pterocactus K.Schum. – rodzaj sukulentów z rodziny kaktusowatych (Cactaceae). Gatunki z tego rodzaju pochodzą z Argentyny. Gatunkiem typowym jest P. kuntzei K. Schumann.

## Systematyka
Pozycja systematyczna według APweb (aktualizowany system APG III z 2009)
Należy do rodziny kaktusowatych (Cactaceae) Juss., która jest jednym z kladów w obrębie rzędu goździkowców (Caryophyllales)  i klasy roślin okrytonasiennych. W obrębie kaktusowatych należy do plemienia Pterocacteae, podrodziny Opuntioideae.
Pozycja w systemie Reveala (1993-1999)
Gromada okrytonasienne (Magnoliophyta Cronquist), podgromada Magnoliophytina Frohne & U. Jensen ex Reveal, klasa Rosopsida Batsch, podklasa goździkowe (Caryophyllidae Takht.), nadrząd  Caryophyllanae Takht.,  rząd goździkowce (Caryophyllales Perleb), podrząd Cactineae Bessey in C.K. Adams, rodzina kaktusowate (Cactaceae Juss.), rodzaj Pterocactus K.Schum.
Gatunki
- Pterocactus australis (F.A.C.Weber) Backeb.
- Pterocactus fischeri Britton & Rose
- Pterocactus gonjianii R.Kiesling
- Pterocactus hickenii Britton & Rose
- Pterocactus skotssbergii (Britton & Rose) Backeb.
- Pterocactus tuberosus (Pfeiff.) Britton & Rose